# The First Lady of Immediate
The First Lady of Immediate è il primo album in studio della cantante soul statunitense P. P. Arnold, pubblicato dalla Immediate nel 1968.

## Tracce
Lato A
1. (If You Think You're) Groovy – 3:00 (Ronnie Lane, Steve Marriott)
2. Something Beautiful Happened – 2:26 (Paul Korda)
3. Born to Be Together – 3:08 (Barry Mann, Cynthia Weil, Phil Spector)
4. Am I Still Dreaming – 4:07 (P. P. Arnold)
5. Though It Hurts Me Badly – 4:20 (P. P. Arnold)
6. The First Cut Is the Deepest – 3:07 (Cat Stevens)

Lato B
1. Everything Is Gonna Be Alright – 3:10 (Andrew Loog Oldham, David Skinner)
2. Treat Me Like a Lady – 2:36 (P. P. Arnold)
3. Would You Believe – 2:58 (Jeremy Paul)
4. Life Is But Nothing – 3:45 (Andrew Rose, Skinner)
5. Speak to Me – 2:05 (Mike Hurst, Loog Oldham)
6. The Time Has Come – 2:36 (Korda)